# NGC 7639
NGC 7639 = IC 1485 ist eine elliptische Galaxie vom Hubble-Typ E/S0 im Sternbild Pegasus am Nordsternhimmel. Sie ist schätzungsweise 367 Millionen Lichtjahre von der Milchstraße entfernt und hat einen Durchmesser von etwa 55.000 Lichtjahren. 

Im selben Himmelsareal befinden sich u. a. die Galaxien NGC 7627, NGC 7630, NGC 7638, IC 1484.
Das Objekt wurde am 8. August 1880 von Andrew Ainslie Common entdeckt.